# Клевил (Урвил ан Кокс)
Клевил (фр. Cleuville) насеље је и општина у северној Француској у региону Горња Нормандија, у департману Приморска Сена која припада префектури Авр.
По подацима из 2011. године у општини је живело 177 становника, а густина насељености је износила 43,17 становника/km². Општина се простире на површини од 4,1 km². Налази се на средњој надморској висини од 145 метара (максималној 142 m, а минималној 85 m).

## Демографија
| 1962. | 1968. | 1975. | 1982. | 1990. | 1999. | 2011. |
| ----- | ----- | ----- | ----- | ----- | ----- | ----- |
| 146   | 148   | 120   | 112   | 111   | 119   | 177   |

График промене броја становника у току последњих година